# Imad Mohammad Deeb Khamis
Imad Mohammad Deeb Khamis (Arabisch: عماد محمد ديب خميس; Saqba, 1 augustus 1969) is een Syrische politicus. Tussen 2016 en 2020 was hij premier van Syrië onder president Bashar al-Assad.

## Levensloop
Khamis behaalde in 1981 een diploma van elektrotechnische ingenieur aan de Universiteit van Damascus.
In 1987 kreeg hij de leiding over de elektriciteitsdistributie en investeringen in verschillende districten tot 2005 toen hij benoemd werd tot directeur-generaal van de Damascus Countryside Electricity General Company. Van 2008 tot 2011 was hij directeur-generaal van de General Establishment for Electric Power Distribution and Investment. Van 14 april 2011 tot 22 juni 2016 was hij minister van Elektriciteit.
Omdat hij in die functie meehielp in de gewelddadige onderdrukking van de burgerbevolking staat hij sinds 24 maart 2012 op een sanctielijst van de Europese Unie.
Khamis is sinds 1977 lid van de Arabische Socialistische Ba'ath-partij en werd in 2013 benoemd tot lid van de nationale partijleiding. In 2016 werd hij premier onder het bewind van president Bashar al-Assad. Assad ontsloeg Khamis vier jaar later vanwege de heersende economische crisis.
Hij is getrouwd en heeft drie kinderen.